# 팜 OS
팜 OS(영어: Palm OS)는 팜소스(PalmSource, Inc.)에서 개발한 PDA 및 스마트폰 운영 체제로, 여러 회사들에서 라이선스를 취득하여 사용하고 있다. 쉽게 사용할 수 있도록 설계되어 있으며, 전화번호부, 시계, 메모장, 동기화, 보안 소프트웨어 등을 기본 탑재하고 있다. 1996년에 그 첫 버전이 나온 이래로, 현재 버전 6.1(코발트)까지 나와 있는 상태이다.

## 역사
팜 OS는 원래 US 로보틱스의 팜 파일럿을 위해 제프 호킨즈가 개발했다. 버전 1.0은 파일럿 1000과 5000에, 버전 2.0은 팜 파일럿 퍼스널과 프로페셔널과 함께 등장하였다.
팜III 시리즈의 출시와 함께 버전 3.0이 출시됐다. 이는 3.1, 3.3, 3.5를 거치면서 컬러 액정의 지원, 다양한 확장 포트의 지원, 새로운 프로세서의 지원 등 다양한 변화를 겪었다.
m500시리즈와 함께 출시된 버전 4.0은 SD카드등을 통한 외부 파일 시스템 접근이나, 통신 라이브러리의 개선, 보안 및 UI 개선등을 추가했다.
텅스텐 T와 함께 등장한 버전 5.0은 팜 계열 사상 최초의 ARM 계열 CPU 지원 OS였다. 스테핑 스톤이라 불리는 ARM 완전 지원을 통해, 팜용 프로그램들은 PACE(Palm Application Compatibility Enviorment)라 불리는 에뮬레이팅 시스템을 통해 작동, 구형 프로그램에의 훌륭한 호환성을 보여 주었다. PACE를 통해 작동하는 팜 프로그램이더라도, 대부분의 프로그램들은 기존 드래곤볼 CPU 사용시보다 ARM에서 더 빠르게 동작했다. 새로운 프로그램들은 ARM 프로세서에서 PNO(PACE Native Objects)를 통해서 성능 상의 이익을 얻을 수 있었다. 이는 또한 팜으로 하여금 OS 파트와 하드웨어 파트를 나누게 하는 원인이 되었으며, 결국 팜원과 팜소스라는 두 회사로 분리되었다.
뒤에 출시된 OS 5의 업그레이드 버전들은 높은 해상도 지원, API의 표준화, 가변 가능한 입력 영역 등을 포함한 여러 개선들을 이루었다.
또한 팜 OS 5.2와 4.1.2(그리고 그 이후버전들)은 그래피티 2를 지원하기 시작했다.
팜은 팜소스를 일본의 액세스에 매각했고 액세스는 새로운 팜 OS 버전을 리눅스 기반으로 제작하고 있다.

## 같이 보기
- 팜 (기업)